# Font de la Carrova
La font de la Carrova és una font d'Amposta.

## Descripció
La planta de la bassa sembla pentagonal o hexagonal. Les parets tenen aproximadament un metre d'alçada i estan fetes de carreus bastants regulars i de dimensions bastant considerables. El recinte de la bassa pròpiament dit ja no s'utilitza. No hi ha aigua, encara que la font sí que en té gràcies a un pou amb motor proper que serveix per a portar aigua als cultius propers.

## Història
Podria tractar-se de l'antiga font denominada de l'Alcharrova, a la qual es fa referència el 1149 en la carta de donació del Castell d'Amposta per part de Ramon Berenguer IV en favor de l'orde de Sant Joan de Jerusalem; les aigües d'aquesta font foren utilitzades per al regadiu, primer pels musulmans i després pels cristians.
També es podria tractar de l'anomenada font del Guixar, punt límit de les possessions del monestir de Benifassà, segons la resolució del plet originat el 1574 per delimitar les partides de Molinàs i la Carrova; en aquest lloc es va construir un desguàs que les crescudes de l'Ebre van cegar i que fou novament reobert a principis del segle xix.